# Hemicyclops bacescui
Hemicyclops bacescui är en kräftdjursart som först beskrevs av Serbian 1956.  Hemicyclops bacescui ingår i släktet Hemicyclops och familjen Clausidiidae. Inga underarter finns listade i Catalogue of Life.